# I'm Goin' to Praiseland
Eu Vou à Rezalândia (em inglês:  I'm Goin' to Praiseland) é o décimo nono (19) episódio da décima segunda temporada (o episódio de nº 267), da série animada de televisão americana, Os Simpsons. Foi originalmente transmitida em 06 de maio de 2001 pela Fox Broadcasting Company. No episódio, Ned Flanders constrói um parque de diversões com temática cristã para homenagear sua esposa morta, Maude Flanders. "Eu Vou à Rezalândia" é o último episódio escrito por Julie Thacker (a esposa do showrunner Mike Scully) e dirigido por Chuck Sheetz. É também a segunda aparição de Shawn Colvin como Rachel Jordan, que apareceu pela primeira vez em "Sozinho Outra Vez" da 11ª temporada. O episódio recebeu críticas negativas por parte dos críticos.

## Produção
O episódio foi escrito por Julie Thacker, esposa do então showrunner Mike Scully e dirigido por Chuck Sheetz. O nome do episódio originalmente em Inglês, "Praiseland", foi inspirado pelo parque cristão Heritage USA. O produto de goma bíblia foi unbeknown real para os escritores e foram processados pelos proprietários da empresa. O vazamento de gás em Praiseland é a base sobre um evento de vida real na Disney World.

### Cenas excluídas
O episódio apresenta uma cena deletada. Marge diz: “Eu nunca vi um parque de diversões tão ruim quanto EPCOT Center”.